# Arte dei Linaioli e Rigattieri

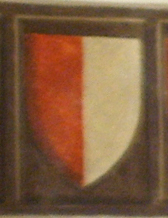
Armoiries de la corporation

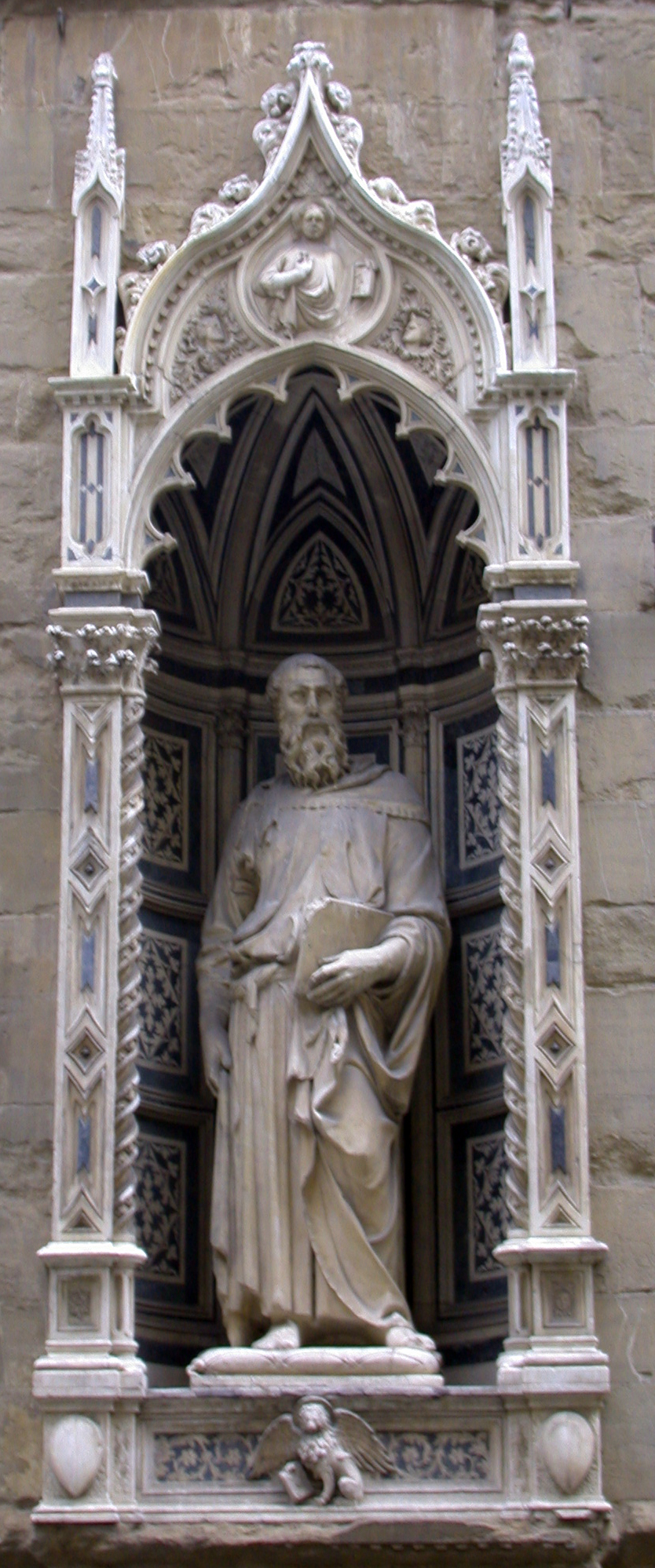
San Marco Evangelista de Donatello

L'Arte dei Linaioli e Rigattieri est une corporation des arts et métiers de la ville de Florence, l'un des  arts mineurs des Arti di Firenze qui y œuvraient avant et pendant la Renaissance italienne.

## Membres de la corporation
- Les linaioli  qui commerçaient linge de lin et de toile, à l'état brut ou finement brodé : les toiles, draps, nappes (avec  celles des autels des églises), serviettes, serviettes etc. ainsi que la tovaglie di rinfranto, tissée en chanvre ou en toile grossière employée pour l'emballage des torselli, les rouleaux dans lesquels les pièces vendues par les marchands étaient enveloppées avant être expédiées.
- Lesrigattieri, revendeurs de vêtements d'occasion, une activité tenue en considération parmi les couches les moins aisées de la population, pour la bonne qualité et le  coût modeste des chapeaux, mais aussi parmi les classes plus aisées pour les tissus brocardés d'or, tapis, toiles, coussins ou couvertures de soie, fourrures, vêtements religieux et soutanes, des cassoni décorés, couvertures pour chevaux, housses etc. Beaucoup de ces produits revendus provenaient d'héritages dispersés, des églises et des couvents et aussi  des butins de guerre.

## Membres associés
- Les sarti, tailleurs mais seulement coupeurs des pièces de tissu destinées à la confection des vêtements (la couture étant réservée aux femmes de la maison) ; la valeur du vêtement n'étant pas représentée par la coupe  des étoffes, cette catégorie professionnelle était reléguée dans un rôle subalterne.
- Au Quattrocento les  farsettai et les materassai décidèrent de se détacher de l'Art de la Soie et de s'unir aux linaioli ; 
  - les farsettai confectionnaient les farsetti (habits démanchés auxquels étaient rattachés les manches et les bas par des lacets),
  - les materassai qui garnissaient matelas et  coussins  avec la laine de mouton ou de chèvre ou  avec les plumes fournies par les éleveurs, et qui importaient également  des plumes d'oiseaux exotiques pour l'ornementation.

## Historique
La corporation naquit en 1291 de l'union entre l'ancienne Arte des Rigattieri et cette des Linaioli, séparées jusqu'à cette date, et qui continuèrent à avoir une gestion administrative chacune, séparée pendant tout le Trecento, tout en ayant  un seul consul commun. Jusqu'en 1325, les arbitrages de chacun des métiers étaient réglés en interne, puis après cette date, par les consuls communs.
Il fallut attendre 1449 pour une réelle mise en commun de la gestion de la corporation qui les unissait et un siège unique.
les Rigattieri se réunirent d'abord dans Chiesa di Santa Maria degli Ughi, place Stozzi et ensuite dans celle de San Miniato al Monte, pendant que les Linaioli choisirent la Chiesa di San Pier Buonconsiglio dans le quartier du Mercato Vecchio puis  à Santa Maria Sopraporta.
L'Arte décida d'acquérir finalement une maison en place Sant'Andrea dans laquelle fut définitivement transférée son siège, édifice restauré et décoré avec des peintures  à fresque, avec une telle richesse notée dans le livre de mémoires d'un chancelier de la corporation, Bartolomeo di ser Gabriello Leoni, pour  la beauté de leur résidence, qui n'avait à envier à celles des Arts Majeurs, notoirement la plus riche et influente de Florence. Un tabernacle externe, le Tabernacolo dei Linaioli, œuvre de Lorenzo Ghiberti et Fra Angelico, commande de la corporation, se trouve désormais au Musée national San Marco de Florence.

## Membres célèbres
- Les familles florentines des Alessadrini, Baldesi, Fiaschi, Filippi, Gaburri et Grifoni.

## Saint patron
- Saint Marc évangéliste, représenté par une statue de Donatello, dans une des niches (tabernacoli) de l'église d'Orsanmichele.

## Héraldique
Moitié rouge et blanc.

## Sources
- (it) Cet article est partiellement ou en totalité issu de l’article de Wikipédia en italien intitulé « Arte dei Linaioli e Rigattieri » (voir la liste des auteurs).